# Half Dome
Lo Half Dome è una roccia granitica situata nel Parco nazionale di Yosemite, nella Contea di Mariposa, California. La sua vetta è posta ad un'altezza di 2694 m s.l.m. e vanta uno sviluppo verticale di ben 1444 m. È anche fonte di ispirazione di molti loghi di marchi sportivi (ad es. The North Face e Sierra Designs).

## Prima ascensione
Malgrado il geologo Josiah Whitney avesse affermato “Never has been, and never will be trodden by human foot”, sostenendo che nessuno avesse o avrebbe mai raggiunto la vetta, George Anderson nel 1875 raggiunse la vetta dell'Half Dome.
George Anderson infatti, scozzese, che lavorava in zona, raggiunse la vetta il 12 ottobre con l'aiuto di numerosi chiodi; pochi giorni dopo salì nuovamente sulla vetta portando con sé una corda che fece passare tra i chiodi formando una scala di corda. Con l'ausilio di questa scala di corda, poco dopo la sua ascesa numerose persone hanno raggiunto la vetta, tra cui John Muir e Galen Clark. La prima ascensione femminile è di Sally Dutcher.